# Findhorn (Écosse)
Findhorn (gaélique écossais : Inbhir Èireann) est un village de Moray en Écosse. Il est situé sur la côte est de Findhorn Bay, à l'embouchure du Findhorn, et immédiatement au sud du Moray Firth. Findhorn est à 5 km au nord-ouest de Kinloss, et à 9 km par route de Forres.
La fondation Findhorn, une association à but non lucratif, et l'écovillage associé se trouvent au sud du village.

## Histoire

### Village d'origine
Le village actuel est le second village à porter ce nom, le village d'origine étant inondé à 1,5 km au nord-ouest de la position actuelle. Cette transposition n'a pas été due à une catastrophe d'une nuit, mais s'est opérée graduellement par retrait depuis le site précédent à la fin du XVIIe siècle et au début du XVIIIe siècle. Certaines sources (par exemple Graham) prétendent qu'il s'agit du troisième village du nom, peut-être en supposant de façon erronée que la destruction de la proche baronnie de Culbin au XVIIe siècle par des déplacements de sable a résulté en une relocalisation.
Bien que sûrement d'origine gaélique, la dérivation du mot Findhorn n'est pas claire. Ce peut être l'altération de Invererne qui signifie « à l'embouchure de la rivière Erne », ou Fionn-Dearn, « la blanche rivière Dearn », ou peut-être que Fionn se réfère simplement au sable blanc et le déferlement des vagues qui domine la côte.

### Port majeur
Au XVIIe siècle, Findhorn est le principal port de Moray et les vaisseaux naviguent régulièrement dans toute la mer du Nord jusqu'aux ports de la mer Baltique. Des modifications dans l'entrée de la baie étroite et peu profonde engendra des obstacles à la navigation, et tandis que la taille des vaisseaux marchands augmentait, le commerce du village déclina.
La baie de Findhorn connait un bref épisode de la rébellion jacobite de 1745. En mars 1746, la brigantine française Le Bien Trouvé entre en mer avec des dépêches pour Charles Édouard Stuart, mais son départ avec à son bord l'aide de camp du prince est retardé par l'arrivée de deux man'o'war britanniques. Incapables d'entrer dans la baie peu profonde, les deux vaisseaux de guerre attendent dans le Firth. Le Bien Trouvé trouve moyen de s'échapper et part se réfugier en pleine nuit. Ce nom a été donné à la petite chaloupe d'entrainement contemporaine basée à Findhorn.

### Village de pêche
Durant le XIXe siècle, la pêche prédomine. Lors des inondations de 1829 connues sous le nom de Muckle Spate, cinq bateaux de pêche de Findhorn portent secours aux habitants de Forres. Pendant quelques années (1860-1869), une ligne de chemin de fer passe par le village pour tirer profit de la flotte de pêche au hareng.

### XXesiècle

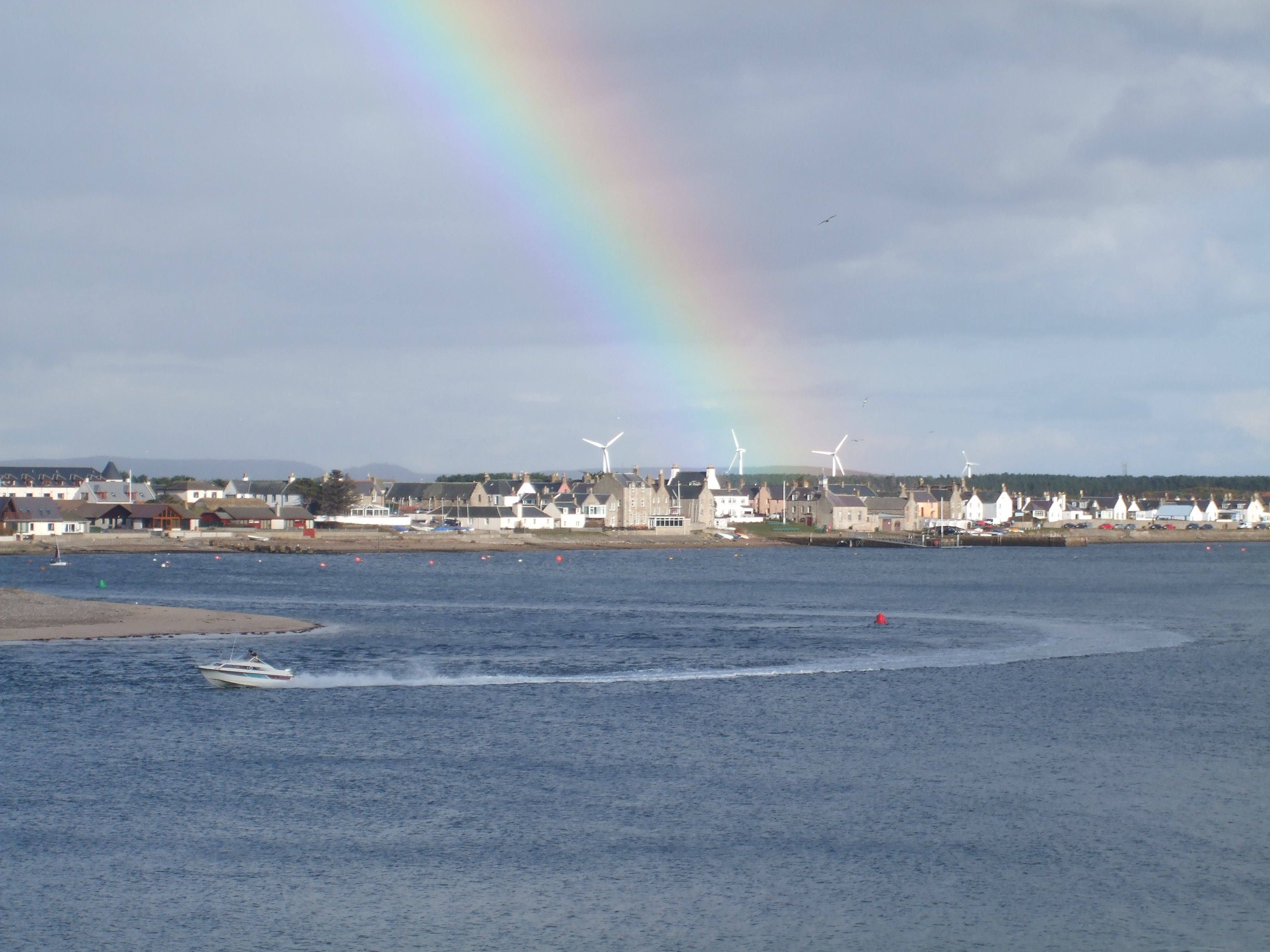
Vue distante de Findhorn au-delà de la baie de Findhorn depuis la forêt de Culbin

Le début du XXe siècle voit un déclin de la pêche lorsque les traditionnels zoulous à deux mâts sont remplacés par des vaisseaux plus gros. Quelques engins temporairement échoués sur la côte ouest de la baie lorsque leur équipage est parti pour la Première Guerre mondiale n'ont jamais été réutilisés. Les épaves sont encore visibles à marée basse. La pêcherie de saumons a perduré jusqu'aux années 1980.

## Agencement
Aujourd'hui, le village est une banlieue-dortoir, et des bateaux de loisirs dominent le mouillage.
L'auberge The Crown and Anchor, datant de 1739, est la plus vieille structure encore debout du village. Parmi les autres bâtiments importants, il y a la maison Findhorn construite en 1775, domicile du Royal Findhorn Yacht Club, l'auberge Kinberley, l'institut James Milne, le Hall universel à la fondation Findhorn et la glacière du Centre d'Héritage.